# Eberhard Wieser
Eberhard Wieser (* 23. Februar 1935; † 3. April 2020) war ein deutscher Rechtswissenschaftler und Hochschullehrer.

## Leben
Wieser studierte Rechtswissenschaft an den Universitäten München, Bonn, Würzburg und Wien und wurde 1963 an der Universität Würzburg mit der Dissertation Das rechtliche Interesse des Nebenintervenienten promoviert. Seine Habilitation erfolgte 1970 ebenfalls in Würzburg mit der Arbeit Das Rechtsschutzinteresse des Klägers im Zivilprozess.
Wieser wurde an die Universität Gießen berufen und war hier bis zu seiner Emeritierung 2003 als Professor für Bürgerliches Recht und Zivilprozessrecht tätig. In den Studienjahren 1976/1977 und 1993/1994 stand er dem Fachbereich Rechtswissenschaft als Dekan vor.
Er war mit Inge Scherer verheiratet.

## Schriften (Auswahl)
- Arbeitsgerichtsverfahren. Eine systematische Darstellung aufgrund der Rechtsprechung des Bundesarbeitsgerichts. Tübingen 1994, ISBN 3-16-146318-8.
- Begriff und Grenzfälle der Zwangsvollstreckung. Köln 1995, ISBN 3-452-23255-7.
- Prozessrechts-Kommentar zum BGB. Köln 2002, ISBN 3-504-47021-6.
- Bürgerliches Recht im Alltag. Gießen 2002, ISBN 3-932917-38-3.